# Буковинка (Львовская область)
Буковинка (укр. Буковинка) — село в Борынской поселковой общине Самборского района Львовской области Украины.
Население по переписи 2001 года составляло 208 человек. Занимает площадь 1,5 км². Почтовый индекс — 82550. Телефонный код — 3269.